# Ludovic Booz
Pour les articles homonymes, voir Booz.
Ludovic Booz est un peintre et sculpteur haïtien, né le 16 juin 1940 à Aquin dans le département du Sud à Haïti, et décédé le 2 février 2015 à Miami.
Il a réalisé les bustes en bronze de plusieurs présidents d'Haïti. Ses œuvres ont été exposées dans plusieurs galeries d'Haïti ainsi qu'en France, Israël et au Suriname.

## Biographie
Ludovic Booz est né le 16 juin 1940 dans la ville haïtienne d'Aquin.
Il s'installe à Port-au-Prince en 1946, puis en 1960, il fait partie de la première promotion de l’Académie des Beaux-Arts, créée l'année précédente. Parallèlement, il fréquente le Centre d’Art où il suit les enseignements du peintre Antonio Joseph, pratique le modelage avec le sculpteur d’art religieux Paul Desmangles, et poursuit son initiation à l’atelier-galerie Red Carpet avec François Sanon, sculpteur baroque du bois.
Pour exprimer ses liens forts avec le bois, Ludovic Booz avait coutume de répéter : « Le tambour, avant d’être un instrument de musique, est une sculpture, une sculpture qui résonne ».
En 1965, après avoir été formé en dessin, perspective et composition par Géo Ramponeau, Booz sort diplômé en fonderie et sculpture de l’Académie des Beaux-Arts.
Il est, avec Georges Laratte, un des seuls à sculpter le marbre : « Pour le marbre, après avoir un jour visité l’atelier du marbre industriel au ministère des Mines, j’ai appris seul dans les livres. J’ai pu exploiter cette matière différemment du modelage. J’en ai tiré une expression plus moderne, le marbre étant doux et rigide à la fois ».

Buste de Toussaint Louverture à Bordeaux.

Ludovic Booz a enseigné la sculpture et l’art de la fonderie dès l’ouverture de l’École nationale des Arts en 1983.
En 2004, à l'occasion du bicentenaire de sa fondation, il réalise un buste de Toussaint Louverture, héros de la guerre d'indépendance de Haïti, que la République d'Haïti a offert à la ville de Bordeaux. Installée dans le parc aux Angéliques, en bord de Garonne, l’œuvre est inaugurée le 10 juin 2005.
Il est mort le 2 février 2015 à Miami en Floride. M. Jean-Michel Lapin, Directeur Général du Ministère de la Culture lui rend alors hommage : « Maître Fondeur, peintre et sculpteur, Ludovic Booz a participé à la construction d’une nouvelle identité visuelle haïtienne dans son œuvre, la symbolique de l’objet en sculpture comme en peinture réfère à un ensemble de codes universels ».

## Techniques
Ludovic Booz utilisait la technique du coulage à la cire perdue.
Il est aussi le premier sculpteur à utiliser la cire d'abeille pour traiter ses œuvres en bois.

## Réalisations
- Armoiries du sarcophage dédié aux Pères de la Patrie haïtienne, Musée du Panthéon National Haïtien[7].
- Buste d’Henry Christophe, Musée du Panthéon National Haïtien[7].
- Statue de l'lndien Inconnu, Port-au-Prince[7].
- Statue à la Paix, Port-au-Prince[4].
- Buste de Dumarsais Estimé, Port-au-Prince[7].
- Buste de Magloire Ambroise, Jacmel[7].
- Buste d'Hector Hyppolite, Pont Morin[7].
- Buste de Toussaint Louverture, quai des Queyries à Bordeaux[8].